# Mayreville
Mayreville ist eine südfranzösische Gemeinde mit 86 Einwohnern (Stand 1. Januar 2022) im Département Aude in der Region Okzitanien.

## Lage
Mayreville liegt etwa 400 Meter vom Flüsschen Hers entfernt im Süden des Lauragais in einer Höhe von etwa 300 Metern ü. d. M. und etwa 58 Kilometer (Fahrtstrecke) westlich von Carcassonne bzw. etwa 18 Kilometer südwestlich von Castelnaudary. Der Kantonshauptort Belpech befindet sich knapp zwölf Kilometer südwestlich; die sehenswerte Bastide Mirepoix liegt gut 22 Kilometer südlich.

## Bevölkerungsentwicklung
| Jahr      | 1962 | 1968 | 1975 | 1982 | 1990 | 1999 | 2007 | 2016 |
| Einwohner | 93   | 88   | 71   | 75   | 67   | 76   | 64   | 74   |

Im 19. Jahrhundert hatte der Ort zeitweise knapp 300 Einwohner. Die Mechanisierung der Landwirtschaft führte zu einem deutlichen Rückgang der Einwohnerzahl.

## Wirtschaft
Die Umgebung des Ortes ist immer noch geprägt von der Landwirtschaft, die sich im ausgehenden Mittelalter und der frühen Neuzeit hauptsächlich auf den Anbau von Färberwaid (pastel) konzentrierte. Der Import von Indigo führte ab dem 18. Jahrhundert zu einem allmählichen wirtschaftlichen Niedergang. Im ausgehenden 20. Jahrhundert ist der Tourismus in Form der Vermietung von Ferienwohnungen (gîtes) als Wirtschaftsfaktor hinzugekommen.

## Geschichte
Das Vorhandensein einer mittelalterlichen Kirche zeugt von einer langen Besiedlung des Ortes.

## Sehenswürdigkeiten
Die Pfarrkirche von Mayreville (Église Saint-Pierre) zeigt einen Glockengiebel wie er – abgesehen vom hier verwendeten Natursteinmaterial – für die gotischen Kirchen im tolosaner Raum üblich war. Noch imposantere Exemplare dieses Typus finden sich an der Kirche Saint-Saturnin in Belpech oder an der Kirche Notre-Dame-de-l’Assomption in Villefranche-de-Lauragais. Sowohl die portallose Westfassade als auch das Langhaus der einschiffigen Kirche sind von Strebepfeilern abgestützt, was auf eine Bauzeit im 14. oder 15. Jahrhundert hindeutet.